# Dromomeron
Dromomeron – rodzaj archozaura z kladu Dinosauromorpha, obejmującego dinozaury i blisko spokrewnione z nimi prymitywniejsze archozaury. Dromomeron był jednym z najprymitywniejszych przedstawicieli tego kladu; analizy kladystyczne sugerują, że jego najbliższymi znanymi krewnymi są starsze o kilkanaście milionów lat Lagerpeton z Argentyny oraz Ixalerpeton z Brazylii. Gatunkiem typowym rodzaju jest nazwany w 2007 Dromomeron romeri, nazwany na cześć paleontologa Alfreda Romera. W 2009 opisano drugi gatunek należący do rodzaju Dromomeron – D. gregorii, a w roku 2016 trzeci gatunek – D. gigas. Szacuje się, że gatunek typowy osiągał długość około 1 metra.
Znany z nielicznych skamieniałości (kości kończyn tylnych; holotypem gatunku typowego jest kompletna lewa kość udowa) odkrytych na stanowisku Hayden Quarry, na terenie Ghost Ranch w Nowym Meksyku; autorzy jego opisu wskazują, że pewne skamieniałości z Arizony i Teksasu prawdopodobnie również należą do tego zwierzęcia. Gatunek D. gigas został opisany na podstawie skamieniałości odkrytych w osadach argentyńskiej formacji Quebrada del Barro. Żył w noryku (późny trias). W osadach teksaskiej formacji Tecovas odnaleziono szczątki zarówno D. romeri, jak i D. gregorii (a także szczątki dromomerona niemożliwe do przypisania do konkretnego gatunku), co dowodzi, że te dwa gatunki mogły ze sobą współwystępować. Nie musiało więc dojść do zastąpienia D. gregorii przez D. romeri.
Oprócz skamieniałości dromomerona w Hayden Quarry znaleziono również szczątki archozaurów z kladu Crurotarsi (krewnych krokodyli), a także trzech bardziej zaawansowanych ewolucyjnie dalekich krewnych dromomerona: prymitywnego przedstawiciela kladu Dinosauriformes (klad wchodzący w skład Dinosauromorpha, obejmujący dinozaury i ich najbliższych krewnych) podobnego do silezaura (autorzy opisu sugerują, że może to być Eucoelophysis, lecz nie są w stanie tego stwierdzić z całą pewnością), oraz dwóch dinozaurów: czindezaura i jeszcze nienazwanego teropoda z kladu Coelophysoidea.
Znalezisko to dowodzi, że prymitywne, nienależące do dinozaurów dinozauromorfy przetrwały dłużej niż sądzono do tej pory; wbrew wcześniejszym poglądom nie wyginęły one wkrótce po pojawieniu się dinozaurów, lecz współistniały z nimi przez okres około 15–20 milionów lat. Zastępowanie prymitywnych dinozauromorfów przez dinozaury mogło też na różnych obszarach następować w różnym czasie.